# جوردی لوپز (بازیکن فوتبال)
جوردی لوپز (انگلیسی: Jordi López؛ زادهٔ ۲۸ فوریهٔ ۱۹۸۱) بازیکن فوتبال اهل اسپانیا است.
از باشگاه‌هایی که در آن بازی کرده‌است می‌توان به باشگاه فوتبال راسینگ سانتاندر، باشگاه ورزشی رئال مایورکا، باشگاه فوتبال کویینز پارک رنجرز، باشگاه فوتبال بارسلونا سی، باشگاه فوتبال رئال مادرید، باشگاه فوتبال سوانزی سیتی، باشگاه فوتبال رئال مادرید کاستیا، باشگاه فوتبال سابادل، باشگاه فوتبال بارسلونا بی، باشگاه فوتبال اوورلا اوژهورود، باشگاه فوتبال ویتس‌آرنهم، باشگاه فوتبال سویا، و باشگاه فوتبال بارسلونا اشاره کرد.